# Frédéric Sali
Pour les articles homonymes, voir Sali.
Frédéric Sali (Bischheim, 3 février 1862 - Saint-Germain-en-Laye, 14 décembre 1950) est un musicien, compositeur et écrivain orphéonique français. 
Il quitte l'Alsace en 1876 pour échapper à l'emprise des bottes prussiennes[pas clair] et s'installa à Paris. Il y assura la direction de nombreuses sociétés de musique et figura parmi les jurés de beaucoup de concours en France et à l'étranger. 
Ses compositions de musique militaire sont très largement inspirées de son origine alsacienne[réf. nécessaire].

## Œuvres principales
- Kléber
- Rapp
- Kellermann
- Salut à l'Alsace
- Marche alsacienne[2]
- Argentoratum

## Hommages
Une rue porte son nom à Bischheim, ainsi qu'une salle de musique.